# Lijst van beschermd erfgoed in Grâce-Hollogne
Onderstaande tabel geeft een overzicht van de beschermde erfgoederen in de gemeente Grâce-Hollogne. Het beschermd erfgoed maakt deel uit van het cultureel erfgoed in België.
| Object | Bouwjaar/architect | Deelgemeente         | Adres | Coördinaten                   | Nummer?                | Afbeelding                                       |
| --- | ------------------ | -------------------- | ----- | ----------------------------- | ---------------------- | ------------------------------------------------ |
| Grenspaal genaamd "Perron" gelegen bij de provinciale weg Luik-Hannuit, bij de afslag genaamd "rue Joseph Wauters" te Bierset                                                    |                    | Bierset              |       | 50° 39' 14" NB, 5° 26' 25" OL | 62118-CLT-0001-01 Info |                                                  |
| De toren van het oude kasteel Bierset te Grace-Hologne, en de muur over een lengte van 4 meter vanaf de toren. Verder het geheel, gevormd door de toren, de muur en hun omgeving |                    | Bierset              |       | 50° 39' 22" NB, 5° 27' 11" OL | 62118-CLT-0002-01 Info |                                                  |
| De kerk van Saint-Pierre te Hollogne-aux-Pierres |                    | Hollogne-aux-Pierres |       | 50° 38' 18" NB, 5° 28' 26" OL | 62118-CLT-0004-01 Info | De kerk van Saint-Pierre te Hollogne-aux-Pierres |
| De romaanse kapel en de boerderij vlak bij kasteel de Lexhy en een beschermingszone eromheen                                                                                     |                    | Horion-Hozémont      |       | 50° 37' 56" NB, 5° 23' 49" OL | 62118-CLT-0006-01 Info |                                                  |
| De toren van de kerk van Saint-André te Velroux |                    | Velroux              |       | 50° 38' 39" NB, 5° 25' 30" OL | 62118-CLT-0007-01 Info | De toren van de kerk van Saint-André te Velroux  |